# Toki Sadamasa
Toki Sadamasa (土岐 定政?; 1551 – 1597) fu un samurai del periodo Sengoku.
Discendente di Akechi Kuniatsu, a soli due anni perse suo padre Sadaaki, ucciso durante le guerre civili che hanno desolato la provincia di Mino nel 1552. Fuggito con sua madre a Mikawa fu adottato da Suganuma Sadamitsu. All'età di quattordici 14 anni prestò servizio nell'esercito di Tokugawa Ieyasu e nel 1590 ricevette un introito di 10.000 koku nel dominio di Sōma (Shimōsa) riportando in vita l'antica gloria del clan Toki.